# وینچستر (کنتاکی)
وینچستر (به انگلیسی: Winchester) شهری در ایالت کنتاکی کشور ایالات متحده آمریکا است که جمعیت آن در سرشماری سال ۲۰۱۰ میلادی، ۱۸٬۳۶۸ نفر بوده‌است.